# Patricia Gélin
Patricia Gélin, född Anna Patricia Dominique Gelin den 27 augusti 1956 i Stockholm, är en svensk skådespelare.

## Filmografi
- 1981 – Montenegro eller Pärlor och svin
- 1982 – Sova räv
- 1983 – Fanny och Alexander
- 1983 – Henrietta
- 1986 – Glasmästarna
- 1995 – En fransk kvinna
- 1999 – Die Millennium-Katastrophe – Computer-Crash 2000
- 2003 – Tatort (TV-serie)